# Beavis and Butt-Head Do U.
Beavis and Butt-Head Do U. est un jeu vidéo d'aventure en pointer-et-cliquer développé par Illusions Gaming Company et édité par GT Interactive Software, sorti en 1999 sur Windows.

## Accueil
- Adventure Gamers : 1,5/5[1]
- GameSpot : 5,4/10[2]
- IGN : 5,6/10[3]